# Cantó de Sarlat e la Canedat
El cantó de Sarlat e la Canedat és un cantó francès del departament de la Dordonya, situat al districte de Sarlat e la Canedat. Té 12 municipis i el cap és Sarlat e la Canedat.

## Municipis
- Bainac e Casenac
- Marcilhac e Sent Quentin
- Marcais
- Pruissans
- La Ròca de Gajac
- Sent Andriu e Alàs
- Senta Nalena
- Sent Vincenç de Pauèl
- Sarlat e la Canedat
- Tanièrs
- Vesac
- Vitrac

## Història
| Data d'elecció                           | Identitat               | Partit | Qualitat |
| ---------------------------------------- | ----------------------- | ------ | -------- |
| 1988-1994                                | Louis Delmon            | PCF    |          |
| 1967-1979                                | Jean-Jacques de Peretti | RPR    |          |
| 1998-2004                                | Louis Delmon            | PCF    |          |
| 2004-                                    | Jean-Fred Droin         | PS     |          |
| les dades anteriors no són pas conegudes |                         |        |          |
|                                          |                         |        |          |

## Demografia
| 1962   | 1968   | 1975   | 1982   | 1990   | 1999   | 2006   |
| ------ | ------ | ------ | ------ | ------ | ------ | ------ |
| 12.252 | 12.937 | 13.950 | 14.371 | 15.337 | 15.563 | 15.694 |